# 1948 en Inde
Chronologie de l'Inde
- 1944
- 1945
- 1946
- 1947
- 1948
- 1949
- 1950
- 1951
- 1952

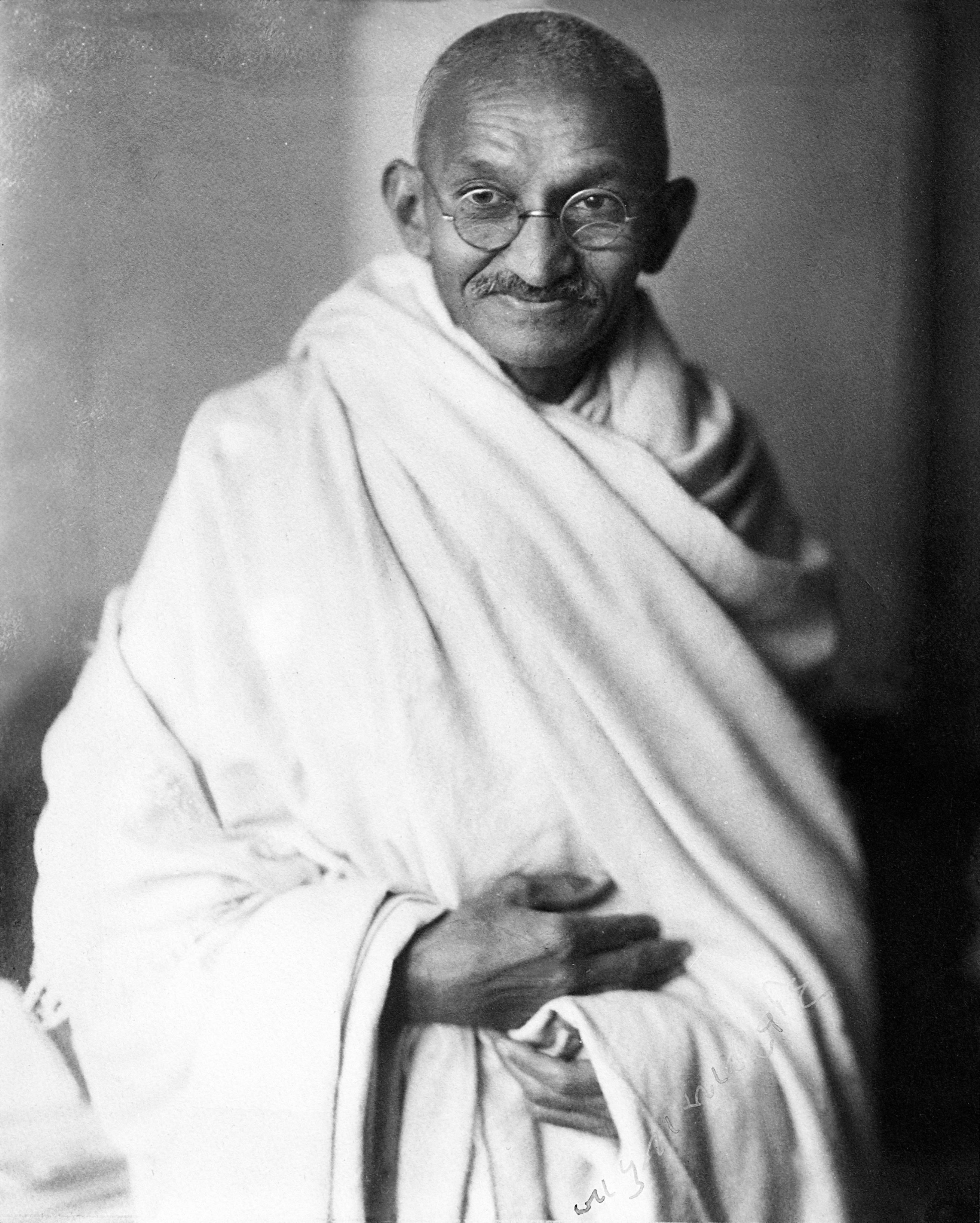
Mahatma Gandhi est assassiné le 30 janvier.

Cette page concerne les évènements survenus en 1948 en Inde  :

## Évènement
- Révolte du Telangana (fin en 1951).
- Différend indo-pakistanais sur l'eau
- Affaire du scandale Jeep (en)
- 17 janvier : Résolution 38 du Conseil de sécurité des Nations unies concernant la situation au Cachemire.
- 20 janvier : Résolution 39 du Conseil de sécurité des Nations unies concernant la situation au Cachemire.
- 30 janvier : 
  - Assassinat de Mohandas Karamchand Gandhi à New Delhi.
  - Discours de Jawaharlal Nehru à la suite de la mort de Gandhi : The light has gone out of our lives (en) (en français : La lumière a disparu de nos vies).
- 10 février : Plébiscite pour l'annexion de l'État de Junagadh par l'Inde (en).
- 19-23 février : Conférence des jeunes et des étudiants d'Asie du Sud-Est luttant pour la liberté et l'indépendance (en) à Calcutta.
- 28 février-6 mars : 2ème Congrès du Parti Communiste de l'Inde (en)
- 21 avril : Résolution 47 du Conseil de sécurité des Nations unies concernant la question Inde-Pakistan.
- 13-18 septembre : Annexion de l'État de Hyderabad par l'Inde
- 31 décembre : Fin de la première guerre indo-pakistanaise.

## Sortie de film
- Sankalpa
- Shaheed

## Littérature
- Randidangazhi (en), roman de Thakazhi Sivasankara Pillai (en).
- Sivagamiyin Sapatham (en), roman historique de Kalki Krishnamurthy.
- Vaishali ki Nagarvadhu (en), roman d'Acharya Chatursen Shastri (en).

## Création
- Aéroport Kushok-Bakula-Rimpoché
- Groupe d'observateurs militaires des Nations unies pour l'Inde et le Pakistan

## Naissance
- Shobhaa De, chroniqueuse, écrivaine, journaliste et mannequin.
- Jayalalithaa, ministre.

## Décès
- Jatindramohan Bagchi (en), poète.
- Yellapragada Subbarao biochimiste.